# Grendel
Pour les articles homonymes, voir Grendel (homonymie).

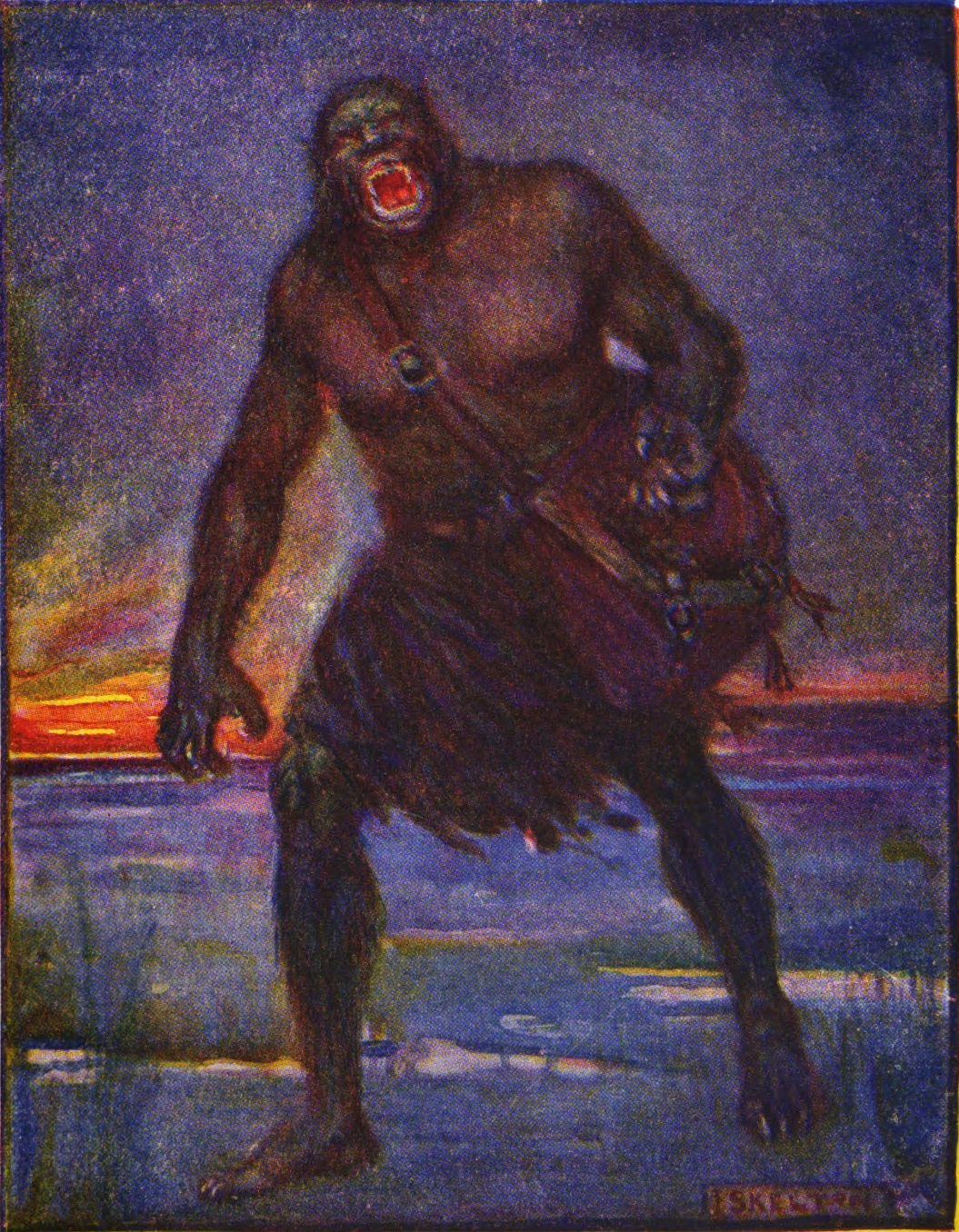
Une représentation de Grendel par J. R. Skelton dans l'ouvrage de Henrietta Elizabeth Marshall Stories of Beowulf (1908).

Grendel est un personnage du poème anglo-saxon Beowulf. Ce monstre est le premier antagoniste du héros Beowulf.

## Histoire
Grendel est un descendant de Caïn, le premier meurtrier selon la Bible. Depuis sa tanière, située dans un marécage, il entend les chansons et les rires de la cour du roi danois Hrothgar, ce qui le rend furieux. Il attaque Heorot, le palais de Hrothgar, et tue plusieurs guerriers. Aucun d'eux ne peut se mesurer à sa force surhumaine, d'autant que les épées ne peuvent le blesser, et Heorot finit par être abandonné.
Ayant entendu parler de la situation, le Geat Beowulf se propose de venir en aide à Hrothgar et passe la nuit dans Heorot avec ses compagnons. Lorsque Grendel arrive, une violente lutte à mains nues s'engage entre Beowulf et lui. Le Geat en sort finalement vainqueur et arrache un bras du monstre, qui s'enfuit en hurlant vers sa tanière. Une grande fête s'ensuit, et le bras de Grendel est cloué aux chevrons de Heorot. Le lendemain, Æschere, un conseiller de Hrothgar, est tué par la mère de Grendel, venue venger son fils. Elle sera le second adversaire de Beowulf.

## Étymologie
L'étymologie du nom Grendel est incertaine. Il pourrait être lié à grind (« broyer »).

## Dans la culture moderne
- Le roman Grendel de John Gardner, paru en 1971, narre l'épopée de Beowulf en adoptant le point de vue du monstre. Ce livre est un des grands classiques de la littérature de fantasy anglo-saxonne (Éditions Denoël, collection Lunes d'encre, 2010).
- En 1982, le groupe de rock progressif Marillion s'inspire de cette légende pour écrire son premier succès : la chanson Grendel sortie en E.P. est reprise sur l'album B-side themself, paru par la suite.
- Le nom de Grendel a été repris dans plusieurs romans et jeux vidéo de fantasy et de science-fiction, le plus souvent pour désigner des créatures qui n'ont rien à voir avec le monstre de Beowulf.